# Còdex Albeldensis

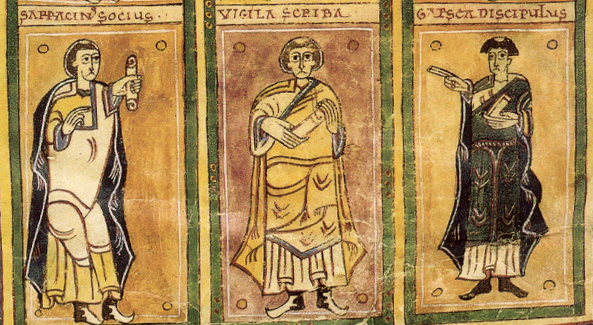
Els escribes: Serracino, Vigila i García dibuixats per Vigila.

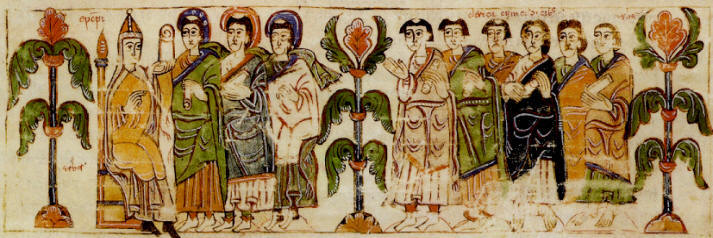
Imatges del ms..

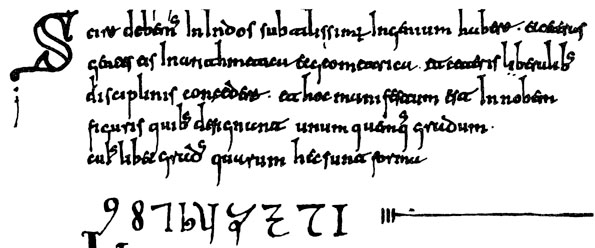
Els primers números àrabs a Occident.

El Còdex Vigilanus o Còdex Albeldensis (en castellà: Códice Vigilano o Albeldense ) és una recopilació il·luminada de diversos documents històrics que expliquen un període que va des de l'antiguitat fins al segle x a Hispània. Entre els nombrosos textos reunits pels compiladors destaquen els cànons dels concilis visigots de Toledo, el Liber Iudiciorum, els decrets d'alguns primers papes i altres escrits patrístics, narracions històriques (com la Crònica Albeldense  i la Vida de Mahoma). ), diverses altres peces de dret civil i canònic, i un calendari. Actualment es troba a la biblioteca del monestir de l'Escorial, amb la marca DI2.
Els compiladors van ser tres monjos del monestir d'Albelda, Vigila, de qui va rebre el nom i qui n'era l'il·lustrador; Serracino, el seu amic; i García, el seu deixeble. La primera compilació es va acabar l'any 881, però es va actualitzar fins al 976. El manuscrit original es conserva a la biblioteca de l'Escorial (com Escorialensis d I 2). En el moment de la seva compilació, Albelda era un centre cultural i intel·lectual . Els manuscrits celebren amb il·lustracions no només els antics reis gòtics que havien reformat la llei —Recesvint i Ègica— sinó també els seus consagrats contemporanis.
El còdex conté, entre altres peces d'informació útil, entre els primers esments i representacions dels nombres hindu-aràbics a Occident. Van ser introduïts pels àrabs a Espanya cap a principis del segle viii.
Les il·luminació són estilísticament úniques, combinant elements visigots, mossàrabs i carolingis. Els patrons entrellaçats i els draps mostren influència carolingia, així com italiana i romana d'Orient. L'ús d'animals com a decoració i per a columnes de suport també és paral·lel a l'ús franc contemporani. Més influència carolíngia i menys romana d'Orient és evident al Codex Aemilianensis, una còpia del Vigilanus feta a San Millán de la Cogolla l'any 992 per un il·lustrador diferent.